# Пола Дин
Пола Дин (енгл. Paula Deen; 19. јануар 1947) је америчка тв водитељка и кулинарка. Живи у Савани, Џорџија где је власница и води ресторае: The Lady & Sons и Paula Deen's Creek House са својим синовима, Џејмијем и Бобијем. Објавила је петнаест кувара. Иако је од 2004. у браку са Мајкл Грувером, користи презиме Дин, из првог брака.

## Детињство и младост
Дин је рођена као Пoла Ен Хирс у Олбанију, Џорџија. Одрастала је као баптисткиња и још увек је дубоко посвећена својој вери. Родитељи су јој умрли пре 23 година, а рани брак завршио је разводом. У својим 20-има, Дин је патила од напада панике и агорафобије. Затим се фокусирала на кување за своју породицу, као нешто што може да ради а да не напусти кућу. Њена бака Ирен Пол научила ју је да кува па је једно од места где се осећала сигурно било код шпорета, правећи на хиљаде лонаца са пилетином и кнедлама. Касније се са синовима преселила у Савану у држави Џорџија. Године 1989. развела се од свог супруга Џимија Дина с којим је била у браку од 1965. године. Остало јој је свега 200 долара после разовода а са тим новцем није могла да нахрани и децу и њеног млађег брата, Ерла ("Буба"). Покушала је да продаје тапете, радила је као банкарски службеник, продавала некретнине и осигурање. Потом је започела угоститељску услугу, правећи сендвиче и оброке које су јој испоручивали њени синови Џејми и Боби. 

## Ресторани
Њена радња која је била у њеној кући заправо, The Bag Lady, убрзо је прерасла у кухињу. Прво се преселила у Бест Вестерн на југозападу Саване у улици Аберкорн 1991. године у ресторану званом The Lady. У јануару 1996. године Пола је отворила свој ресторан, Lady & Sons, у центру Саване, у улици Вест Конгрес. За неколико година ресторан се преселио у стару зграду на Витакеру. USA Today прогласили су Lady & Sons „међународним оброком године“ 1999. године. Специјалитет ресторана је шведски сто „утешне хране“. Сваки оброк са шведским столом укључује салату и један дезерт. Њени синови су такође укључени у управљање рестораном, који је популаран код туриста који посећују Савану. Дин је поседовала четири казино бифеа; били су у Мисисипију, у Северној Каролини, у Индијани и Илиноис. Затворени су 2013. године. 
У септембру 2009. године, Дин је најавила нову линију дезерта која ће се продати на Волмарту, укључујући торте. Поред ових, Дин је био сувласница Bubba's Oyster House, ресторана њеног млађег брата. Подвргнут је "наглом затварању" 4. априла 2014. а портпарол је рекао да је било несугласица око имовине парцеле. Ресторан ће се поново отворити у јуну 2017. као Paula Deen's Creek House и биће заједничко улагање Поле и њених синова. Дана 27. априла 2015. године, Дин је отворила породичну кухињу Paula Deen's Family Kitchen, свој нови концепт ресторана и малопродаје у Тенесију. Дана 25. јануара 2016. град Мертл Бич (Јужна Каролина), добио је захтев за издавање грађевинске дозволе за двоспратну породичну кухињу Поле Дин, како би се заменио 20-годишњи ресторан на плажи. У јуну 2017. године Пола је отворила ресторан на новој локацији у Мертл Бичу. У новембру 2017. године Дин је најавила да ће се у Тексасу отворити два њена нова ресторана. Једна локација у Даласу требало би да се отвори на пролеће 2018. године, а локација Сан Антонио биће отворена 6–8 недеља касније.

## Књиге и часописи
Године 1997. године, Пола је самостално објавила књиге: The Lady & Sons Savannah Country Cookbook и The Lady & Sons, Too! A Whole New Batch of Recipes from Savannah. Обе куварске књиге садржавале су традиционалне јужњачке рецепте. Од тада је објавила још две, написане са Мартом Незбит. Дин се појавила у емисији Опре Винфри (први пут 2002., два пута 2007. и једном 2010.). Њена животна прича представљена је у књизи: Extraordinary Comebacks: 201 Inspiring Stories of Courage, Triumph, and Success (2007. У априлу 2007., објавила је свој мемоар: It Ain't All About the Cookin'. Она је покренула лајфстајл магазин под називом Cooking with Paula Deen у новембру 2005, који је у марту 2009. имао тираж од 7,5 милиона. У 2015. години Пола Дин потписала је уговор о дистрибуцији са издавачем Hachette Client Services за будуће књиге о кувању.

## Телевизија
Динова веза са каналом Food Network започела је 1999. године, када ју је пријатељица Ерин Луис упознала са Гордоном Елиотом, који ју је потом упознао са својим тадашњим агентом, власником агенције Artist, Баријем Вејнером. Елиот ју је натерао да нима епизоде за емисију Doorknock Dinners. Такође се појавила на Ready, Set, Cook! Дин је позвана да сними пилот емисију Afternoon Tea почетком 2001. године. Гледаоцима и емитерима се допало, па је на крају Пола имала своју емисију звану Paula's Home Cooking која је премијерно приказана у новембру 2002. године. Paula's Home Cooking је првобитно снимљена у Милбруку, Њујорк, на локацији дом Гордона Елиота, извршног продуцента емисије. Она је је 13. марта 2006, у оквиру емисије The Daily Buzz, споменула да ће се наредна сезона њених емисија снимати у њеном дому у Савани, Џорџији. Према првој од тих епизода, стварна продукција у њеном новом дому почела је у новембру 2005. 
Од тада, Пола има још две емисије на каналу Food Network: Paula's Party, Paula's Best Dishes. Прва емисија премијерно је приказана 2006. године, а друга је објављена 8. јуна 2008. године. Телевизијска биографија Поле емитована је на каналу Food Network, у марту 2006. године.
Дана 21. јуна 2013., због полемике у вези са њеним излагања за тужбу, да је користила расне завере у објави на друштвеним медијима, Food Network саопштила је да неће обновити њен уговор. Објављено је да ће 24. септембра 2014. Пола представити своју сопствену мрежу. Каже се да је мрежа потпуно дигитално искуство које корисницима омогућава приступ њеним емисијама на рачунару, паметним телефонима и таблетима. Дана 11. марта 2015, објављено је да је она започела свој „повратак“ покретањем потпуно новог канала на платформи Roku. Већ  2. септембра 2015. године, она је проглашена за једну од познатих личности која ће се такмичити у 21. сезони Плеса са звездама. Плесала је са професионалним плесачем Луисом Ван Амстелом. Пар је елиминисан у шестој такмичарској седмици, те је тако завршио на 9. месту. У октобру 2016. године Пола је покренула синдикални телевизијски шоу, Positively Paula.  Дин продаје широк избор робе укључујући кухињске уређаје, прехрамбене производе, одећу и још много тога на телевизијским платформама.

## Приватни живот
Године 2004. године, Пола се удала за Мајкла Грувера (рођен 1956.), капетаном тегљача у луци Саване у Џорџији. Дин има двоје деце из претходног брака. Венчање је представљено у емисији на каналу Food Network 2004. године и одржано је на Бетезда академији у Савани. Дана 21. јула 2018. Мицхаел Гроовер је у свом деветом покушају победио на такмичењу имитације Хемингвеја. 
Паула је присталица Академије Бетезда и замолила је туристичку агенцију Саване да донира организацији 1 УСД за сваку карту купљену у њеној продавници. 

## Остали радови
Дин је свој филмски првенац имала у филму Elizabethtown (2005), у којем су глумили Орландо Блум и Кирстен Данст. Играла је тетка Блумовог лика, а и кувала је своја јела у филму. Специјал филм Paula Goes Hollywood је емитована заједно са премијером филма. Године 2015. Пола се придружила емисији Плес са звездама. Елиминисана је током шесте недеље.

## Награде и похвале
У јуну 2007. године, Пола је освојила дневну награду Еми (Daytime Emmy Award) за кување. Октобра 2010, изабрана је за Великог маршала турнира Параде ружа, а председавала је 2011. Парадом ружа пре утакмице са куглом ружа 1. јануара 2011. 

## Критике

### Употреба шећера у рецептима
Кристина Пиерло, заговорница "природне хране" и телевизијски кувар, критиковала је Полу због употребе шећера. Cookbook for the Lunch-Box Set, куварску књигу намењену деци, Барбара Валтерс критиковала је говорећи о књизи: "Кажете деци да имају сирасти колач за доручак. Кажете им да имају чоколадни колач и прилог за ручак. И помфрит. Не смета ли вам то што додајете? " Пола Дин је одговорила „Све је ствар у умерености.“  Кувар Ентони Бурден прокоментарисао је 2011. године како ће „двапут размислити пре него што каже већ гојазној нацији да је у реду јести храну која нас убија“. Дана 17. јануара 2012. Пола је објавила да јој је дијагностикована дијабетес типа 2 пре три године. Она је постала гласноговорник плаћене компаније данске фармацеутске компаније Ново Нордиск која производи лекове за ту болест.

### Расистичке контроверзе
Јуна 2013. године, Пола је била тужена од стране Лисе Џексон због расне и сексуалне дискриминације. Џексонова је рекла да је Пола дала погрдне речи у вези са Афроамериканцима. Џексон је такође рекла да је Пола размишљала о плановима за венчање свог брата са "правом темом јужног плантажног стила" са црним мушким серверима, али је одбацила планове "јер ће медији о мени писати". Случај је саслушан у августу 2013. године, а судија је одбацио тужбу са предрасудама.  Обе стране су се сложиле да одбаце тужбу "без икаквог доделе трошкова или накнада ни једној страни". Пола је у изјави навела да је повремено користила "Н реч" (Nigga - Црња). Тачније, сетила се да је супругу причала о инциденту "када је црнац упао у банку у којој сам радила и ставио ми пиштољ на главу ... нисам се осећала добро расположена према њему." ако сам од тада користила реч, рекла је: "Сигурна сам да јесам, али прошло је јако дуго [...] можда у понављању нечега што ми је речено ... вероватно разговора између црнаца. Не знам - не знам, али то једноставно није реч коју користимо како време пролази. Ствари су се промениле од 60-их на југу. "
У времену између подношења тужбе и одбацивања тужбе, Пола је имала куварске програме, неколицина телевизијских емитера и сарадника су отказали сарадњу с њом због расистичких упадица а то су:  Food Network, Smithfield Foods, Walmart, Target, QVC, Caesars Entertainment, Novo Nordisk, J.C. Penney,Sears, Kmart и издавач књига Ballantine Books. Међутим, неколико компанија изразило је намеру да настави са уговорима о сарадњи са Полом. У исто време, продаја њених кувара је нагло порасла. Бивши амерички председник Џими Картер позвао је јавност да опрости Поли, рекавши: "Мислим да је кажњена, можда претерано строго, због искрености у признавању и због употребе речи из далеке прошлости. Њој је жао." 

### I Love Lucy контроверза
У јулу 2015. Пола се суочила са контроверзом око слике из Ноћи вештица из 2011. године у којој је Пола била обучена као Луси Рикардо коју је играла Лусил Бол, док је њен син Боби био маскиран у њеног кубанског супруга Рики Рикардо, којег глуми Деси Арназ, заједно са Гордоном Елиотом који није био у одећи. Фотографија је снимљена због сцене у филму I Love Lucy празничној теми њене некадашње емисије канала Food Network Paula's Best Dishes, с твитом који опонаша Арназов акцентовани енглески језик. Материјал је брзо скинут са интернета. 

## Филмографија
| Година       | Наслов                               | Улога           |
| ------------ | ------------------------------------ | --------------- |
| 2002–2012    | Paula's Home Cooking                 | Домаћин емисије |
| 2005         | Elizabethtown                        | Тетка Дора      |
| 2006–2008    | Paula's Party                        | Домаћин емисије |
| 2006         | Chefography                          | Субјекат        |
| 2008–2013    | Paula's Best Dishes                  | Домаћин емисије |
| 2009         | Kathy Griffin: My Life on the D-List | Гост            |
| 2009         | Extreme Makeover: Home Edition       | Гост            |
| 2011         | Top Chef                             | Гост            |
| 2012         | Oprah's Next Chapter                 | Субјекат        |
| 2012         | Who Do You Think You Are?            | Субјекат        |
| 2012–2013    | MasterChef                           | Гост            |
| 2015         | Dancing with the Stars               | Такмичарка      |
| 2016–present | Positively Paula                     | Домаћин емисије |
| 2017–present | Paula Deen's Sweet Home Savannah     | Домаћин емисије |